# Peter Grönlund
Peter Yousef Grönlund, född 1 september 1977, är en svensk manusförfattare och filmregissör.
Grönlund regidebuterade 2009 med kortfilmen Jonny Heiskanen. Denna följdes av Bröderna Jaukka (2010) som tilldelades priset Prix Européen vid filmfestivalen 25ème Festival Européen du Film Court de Brest i Frankrike. 2011 utkom filmen Gläntan, vilken fick juryns pris för bästa foto vid Uppsala kortfilmsfestival samt Guldbaggenominerades 2013 i kategorin Bästa kortfilm. 2015 långfilmsdebuterade han med dramathrillern Tjuvheder som möttes av lysande kritik, vann Kritikerförbundets pris "Greta" för bästa svenska film 2015, nominerades till sex Guldbaggar, varav den vann fem av dessa, bland annat för Bästa manus, Bästa klippning och Bästa kvinnliga huvudroll. Tjuvheder följdes upp av Goliat som också den fick ett mycket fint mottagande, nominerades för fem guldbaggar, bland annat Bästa film, och filmen vann fyra av dessa, bland annat för Bästa filmmanus, Bästa klipp och Bästa manliga huvudroll. År 2020 regisserade Grönlund Björnstad, en 5-timmars dramaserie för HBO baserad på Fredrik Backmans bästsäljande roman Björnstad (Beartown). Serien hade premiär hösten 2020 på HBO Nordic/Europa.

## Filmografi
Regi
- 2009 – Jonny Heiskanen
- 2010 – Bröderna Jaukka
- 2011 – Gläntan
- 2015 – Tjuvheder
- 2018 – Goliat
- 2020 – Björnstad (TV-serie)

Manus
- 2009 – Jonny Heiskanen
- 2010 – Bröderna Jaukka
- 2011 – Gläntan
- 2015 – Tjuvheder
- 2018 – Goliat

## Priser och utmärkelser
- 2005 – Plexidraken för Bombay Dreams
- 2010 – Prix Européen vid filmfestivalen 25ème Festival Européen du Film Court för Bröderna Jaukka
- 2016 - Guldbaggen för bästa svenska filmmanus Tjuvheder 2015
- 2016 - Kritikerförbundets "Greta" för bästa svenska film 2015
- 2019 - Guldbaggen för bästa svenska filmmanus Goliat 2018
- 2019 - Vinnare av Bo Widerberg-stipendiet vid Lilla Filmfestivalen i Båstad